# 中国公利党
中国公利党是中华民国的政党，1946年5月5日于上海成立。中国公利党主张公利制度，调和三民主义和共产主义。杨德任中央执行委员会主委。